# Standardní česká transkripce čínštiny
Standardní česká transkripce čínštiny, případně standardní český přepis čínštiny, je systém transkripce z čínských znaků do latinky, který v rámci možností zachycuje jejich čínskou výslovnost českou abecedou. Vytvořil ho v roce 1951 český sinolog Oldřich Švarný. V češtině je to spolu s (chan-jü) pchin-jinem (hanyu pinyin, tedy mezinárodním standardem ISO pro přepis čínštiny do latinky) jeden ze dvou v praxi používaných ucelených systémů pro přepis čínštiny: standardnímu přepisu se dává přednost v běžných, např. novinářských textech, pchin-jin se uplatňuje např. v akademické sféře nebo v mapách.
Výhodou Švarného přepisu je, že umožňuje běžnému českému čtenáři bez zvláštních znalostí vyslovit čínský výraz podobně, jako zní čínsky. To nesplňuje pchin-jin, kde je potřeba se nejdříve naučit výslovnost jednotlivých písmen a jejich kombinací, protože se často značně liší od výslovnosti stejných písmen v češtině a v případě řady hlásek je použití písmen v rozporu s jejich užitím v latinkou píšících jazycích (obzvláště Q).
Výhoda pchin-jinu je – kromě mezinárodního rozšíření – možnost diakritikou zaznamenat i tóny, které u stejně znějící slabiky mění význam. Standardní transkripce umožňuje notaci tónů pomocí čísel (tento způsob používal Wade-Giles), upravená standardní transkripce znala též notaci pomocí diakritiky (způsob pchin-jinu), ovšem obě tyto možnosti jsou spíše teoretické, protože odborné texty zpravidla užívají pchin-jin a laiky by diakritika spíše mátla.

## Historie českých přepisů čínštiny
Vůbec první ucelený systém přepisu čínštiny do české latinky navrhl podle Wadea-Gilese Jaroslav Průšek v roce 1938 – ten ještě upravil v roce 1950 – ovšem uvědomoval si jeho nedostatečnost.
V roce 1950 se Kartografický ústav obrátil na katedru dějin a filologie Dálného východu na FF UK za účelem vytvoření nového standardu, Průšek, který katedru vedl, tímto úkolem pověřil fonetika a sinologa Oldřicha Švarného. Švarný vyšel z Průškova systému, diskutovalo se i o některých zásadách Palladiova systému (tedy transkripce čínštiny do ruštiny), ovšem vesměs přijaty nebyly. Návrh revidovala komise složená ze sinologů, bohemistů, fonetiků a kartografů a byl přijat Názvoslovnou komisí Kartografického ústavu a 8. sekce (jazyka a literatury) ČSAV v roce 1951.
Švarný ve své učebnici Úvod do hovorové čínštiny z roku 1967 publikoval ještě vlastní fonetickou transkripci, což byla vlastně zpřesněná varianta standardní transkripce, ovšem tato již nebyla ani Švarným, ani nikým jiným později užita.

## Iniciály
Čínská slabika se tradičně dělí na iniciální souhlásku nebo polosamohlásku a na finálu (viz níže). Následuje převodní tabulka iniciál mezi pchin-jinem a Švarného přepisem. Iniciály jsou v tabulce uvedené v tradičním čínském pořadí.
| Pchin-jin | Švarný | Výslovnost                                                    |
| --------- | ------ | ------------------------------------------------------------- |
| b         | p      | polozněle mezi p a b                                          |
| p         | pch    | p s přídechem                                                 |
| m         | m      | m                                                             |
| f         | f      | f                                                             |
| d         | t      | polozněle mezi t a d                                          |
| t         | tch    | t s přídechem                                                 |
| n         | n      | n                                                             |
| l         | l      | l                                                             |
| g         | k      | polozněle mezi k a g                                          |
| k         | kch    | k s přídechem                                                 |
| h         | ch     | polozněle mezi h a ch                                         |
| j         | ť      | polozněle (mezi ť a ď), s neplným závěrem                     |
| q         | čch    | velmi měkce (mezi č a ť, jako polské ć) a s přídechem         |
| x         | s      | velmi měkce (mezi š a s, jako polské ś)                       |
| zh        | č      | polozněle mezi č a dž                                         |
| ch        | čch    | č s přídechem                                                 |
| sh        | š      | š                                                             |
| r         | ž      | obtížný zvuk mezi ž a anglickým r                             |
| z         | c      | polozněle mezi c a dz                                         |
| c         | cch    | c s přídechem                                                 |
| s         | s      | s                                                             |
| w         | w      | jako w angličtině, tj. wen čti jako [uen] bez rázu na začátku |
| y         | j      | j                                                             |

Poznámky:
- ť se píše s háčkem i před měkkým i, např. ťin = zlato
- pchinjinové x se vyslovuje měkčeji než s, ale českým přepisem se tato informace neztrácí, protože ji lze jednoznačně zjistit z následující finály: pchin-jin xi, xu = Švarného si, sü; pchinjin si, su = Švarného s', su
- pchinjinové q se vyslovuje měkčeji než ch, ale českým přepisem se tato informace neztrácí, protože ji lze jednoznačně zjistit z následující finály: pchin-jin qi, qu = Švarného čchi, čchü; pchin-jin chi, chu = Švarného čch', čchu

## Finály
| Pchin-jin po iniciále | Pchin-jin samostatně | Švarný po iniciále | Švarný samostatně | Výslovnost a poznámky |
| --------------------- | -------------------- | ------------------ | ----------------- | --- |
| -a                    | a                    | -a                 | a                 | |
| -o                    | o                    | -o                 | o                 | |
| -e                    | e                    | -e                 | e                 | mezi e a o |
| -r                    | er                   | -r                 | er                | jedna hláska; jako e, zvednout hrot jazyka k měkkému patru                                                                           |
| -i                    | yi                   | -i                 | i                 | |
| -i                    |                      | -'                 |                   | po z/c, c/cch, s/s, zh/č, ch/čch, sh/š, r/ž se spodobňují: při artikulaci iniciály se jazyk mírně oddálí od patra (poněkud „změkčí“) |
| -u                    | wu                   | -u                 | wu                | |
| -ü                    | yu                   | -ü                 | jü                | |
| -ai                   | ai                   | -aj                | aj                | |
| -ei                   | ei                   | -ej                | ej                | |
| -ao                   | ao                   | -ao                | ao                | |
| -ou                   | ou                   | -ou                | ou                | |
| -an                   | an                   | -an                | an                | |
| -en                   | en                   | -en                | en                | |
| -ang                  | ang                  | -ang               | ang               | |
| -eng                  | eng                  | -eng               | eng               | |
| -ong                  | weng                 | -ung               | weng              | |
| -ia                   | ya                   | -ia                | ja                | |
| -iao                  | yao                  | -iao               | jao               | |
| -ie                   | ye                   | -ie                | jie               | |
| -iu                   | you                  | -iou               | jou               | |
| -ian                  | yan                  | -ien               | jen               | |
| -iang                 | yang                 | -iang              | jang              | |
| -in                   | yin                  | -in                | jin               | |
| -ing                  | ying                 | -ing               | jing              | |
| -iong                 | yong                 | -iung              | jung              | |
| -ua                   | wa                   | -ua                | wa                | |
| -uo                   | wo                   | -uo                | wo                | |
| -uai                  | wai                  | -uaj               | waj               | |
| -ui                   | wei                  | -uej               | wej               | |
| -uan                  | wan                  | -uan               | wan               | |
| -un                   | wen                  | -un                | wen               | |
| -uang                 | wang                 | -uang              | wang              | |
| -üe                   | yue                  | -üe                | jüe               | |
| -üan                  | yuan                 | -üan               | jüan              | |
| -ün                   | yun                  | -ün                | jün               | |

Poznámky:
- ü se vyslovuje jako v němčině, tedy mezi u a y. Na rozdíl od pchin-jinu, kde si musíme pamatovat, že po x, q, j a y se u čte vždy ü, ve Švarného přepisu se ü píše vždy s přehláskou.
- koncové ng je jedna hláska, jako n v českém slově banka
- koncové n a ng částečně splývají s předchozí samohláskou a vytvářejí z ní nosovku